# Bertrand Sassoye
Bertrand Sassoye (ca. 1958) is een Belgische communistische activist die lid was van de Cellules Communistes Combattantes (CCC), een groepering die verschillende terroristische aanslagen pleegde, waarbij 2 doden en 28 gewonden vielen. 
Sassoye was een van de jongeren die bijeenkwamen op meetings in de drukkerij "les ateliers grafiques" die was opgericht door de latere CCC-leden Pierre Carette, Didier Chevolet en Pascale Vandegeerde.
De eerste aanslag van de CCC vond plaats op 2 oktober 1984 tegen de firma Litton. Er zouden verschillende aanslagen volgen, de laatste op 6 december 1985. Op 16 december 1985 werden Sassoye en de andere kopstukken van de CCC opgepakt in een Quick-restaurant in Namen.
Tijdens hun voorarrest gingen de vier beklaagden in hongerstaking uit protest tegen de eenzame opsluiting waartoe ze werden verplicht. Op 21 oktober 1988 werden Sassoye en de drie andere beklaagden door het hof van assisen in Brussel veroordeeld tot een levenslange gevangenisstraf.
Een week na Pascale Vandegeerde werden Sassoye en Chevolet op 10 februari 2000 vervroegd vrijgelaten uit de gevangenis van Namen. Na zijn vrijlating werkte hij in een café in Sint-Gillis. Hij verklaarde nog steeds aanhanger te zijn van het marxisme-leninisme.
Op 5 juni 2008 werd Sassoye, en drie andere leden van "Secours Rouge", gearresteerd op beschuldiging van terrorisme omdat ze zouden samenwerken met de Italiaanse Partito Comunista Politico-Militare, een linkse groepering waarvan in 2007 een twintigtal leden werden gearresteerd door de Italiaanse politie omdat werd vermoed dat ze moorden beraamden op verschillende prominenten. De groepering was in het bezit van een pasfoto van Sassoye en enkele post-its in het geschrift van Sassoye. Sassoye kwam na enkele weken vrij, en werd in 2012 vrijgesproken van terrorisme. Wel moest hij zich voor de correctionele rechtbank verantwoorden voor valsheid in geschrifte en omdat hij een toestel had dat gsm-verkeer kon verstoren.
Onder het pseudoniem Thierry Derbent schreef hij drie boeken.